# ولی سیراب
ولی سیراب، روستایی از توابع بخش زرین‌دشت شهرستان نهاوند در استان همدان ایران است. شغل مردم این روستا کشاورزی، دامداری، بنایی می‌باشد.
این روستا دارای طوایف حبیب وند، سلگی، خزایی دارایی و … می‌باشد.

## جمعیت
این روستا در دهستان گرین قرار دارد و براساس سرشماری مرکز آمار ایران در سال ۱۳۹۵، جمعیت آن ۲۳۷ نفر (۷۴خانوار) بوده‌است.